# Larut dan Matang

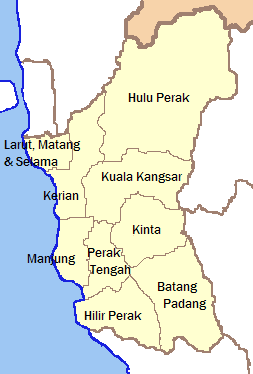
Larut dan Matangs läge i delstaten Perak.

Larut dan Matang är ett distrikt i delstaten Perak, Malaysia. Distriktet har 334 073 invånare (2010).